# Polonnaruwa
Polonnaruwa (singalski jezik: පොළොන්නරුව, tamilski: பொலநறுவை ili புளத்தி நகரம், Jananathamangalam, kako su ga zvale Chole) je grad i bivša prijestolnica u sjevernoj središnjoj provinciji Šri Lanke. Od 1982. god. je istoimeni, izvrsno opremljen, arheološki park dio UNESCO-ovog Popisa mjesta Svjetske baštine. Ostaci velikih stupa (singaleški "dagoba") i hramova s brojnim figurama Bude kao i vrtovima, parkovima i palačama kao i različitim drugim zgradama velikog grada čine veliki kompleks i vrlo su privlačni za turiste.
Danas u blizini postoji mali grad s oko 13.000 stanovnika (stanje 1981.) i glavni je grad ovod područja, te upravni centar distrikta Polonnaruwe.

## Povijest
Polonnaruwa je postala drugi najstariji glavni grad kraljevine Šri Lanke u vrijeme kralja Vijayabāhu I. (vladao 1055. – 1110.). On je uspio odbiti invaziju Chola 1070. i ujediniti zemlju pod domaćim vodstvom. Odustao je od pokušaja obnove 993. razorene i napuštene Anuradhapure, ranijeg glavnog grada, i mjesto njega preuzeo je Polonnaruwu koju su osnovali Chola. Chole su u njemu izgradile većinu spomenika u duhu svoje vjere, brahmanizma, poput hramova urešenih brončanim Šivama. Vijayabāhu I. nije uništio grad nego ga je dao prekriti budističkim spomenicima, kao što je najslavniji Atadage ("Hram relikvije zuba") iz 1070. god.
No, Polonnaruwa zahvaljuje svoj procat Vijayabāhuvom unuku, Parakrama Bahu I., koji je vladao od 1153. do 1186. godine. Njegova vladavina donijela je Polonnaruwi zlatno doba. Gradnjom umjetnih jezera, kao što je Parakrama Samudra ("Parakrama more"), i sustava za navodnjavanje velikih područja poljoprivreda, naročito uzgoj riže, omogućeni su dobri urodi i u vrijeme suše. Pored toga, jezero je štitilo i od mogućih napada neprijateljskih trupa, a služilo je i kao park za brojne palače i svetišta koja su nikla oko njega.
Više invazija iz Indije (između ostalih, Tamila 1214. i Maghasa 1284.) dovelo je do toga, da je glavni grad premješten u Dambadeniyu. Koncem 13. stoljeća kralj Bhuvanaikabuha II. ga je ponovno osvojio, ali je ustanovio svoju prijestolnicu u Kurunegali.

## Znamenitosti
Kako je Polonnaruwa bio druga prijestolnica Šri Lanke, nakon uništenja grada Anuradhapura 993. godine, u njemu se nalaze brojni vrijedni spomenici:
- Mnogi spomenici brahmanizma koji su podigli vladari indijske Chola dinastije
- Monumentalne ruševine prekrasnih gradskih vrtova koje je izgradio kralj Parakramabahu u 12. stoljeću u kojem se nalaze brojne monumentalne skulpture Bude isklesane u živim stijenama, kao što je hram od opeke, Lankatilaka, u kojemu je divovska skulptura Bude i park Gal Vihariya s nekoliko skulptura u živim stijenama. Tri isklesane Bude Gal Vihariye su posebno slavne, jedna predstavlja Budu koji sjedi i meditira, druga stojećeg Budu (prosvijećenog) s rukama na grudima i treći, "Veliki ležeći Buda" je dug 15 m.
- Hram Tivanka Pilimage posjeduje prekrasne jataka freske (priče o bivšim životima Bude)
- Kralj Nissamkamalla je podigao divovsku stupu Rankot Vihara s kupolom promjera 175 i visine 55 metara.

- Stojeći Buda Gal Vihara
- Ležeći Buda Gal Vihara
- Lankatilaka
- Velika stupa Rankoth Vehera
- Dagoba Kiri Vihara

## Vanjske poveznice
- Polonnaruwa (engl.)
- Interaktivne sferne fotografije na Patrimonium-mundi.org  Arhivirana inačica izvorne stranice od 29. srpnja 2012. (Wayback Machine)
- Detaljna mapa arheološkog parka Polonnaruwa (engl.)

Ostali projekti
|  | Zajednički poslužitelj ima još gradiva o temi Polonnaruwa |